# 당진 영탑사 범종
당진 영탑사 범종(唐津 靈塔寺 梵鐘)은 대한민국 충청남도 당진시 면천면 성하리 영탑사에 있는 조선시대의 범종이다. 1984년 5월 17일 충청남도의 문화재자료 제219호로 지정되었다.

## 개요
조선시대 만들어진 높이 60cm, 입 지름 46cm의 종이다.
이 종에는 조선 영조 37년(1760) 가야사 법당에 있는 금종을 녹여 만들었다고 쓰여있다. 『명찰순례』에 의하면 서울 봉원사 염불당에 있는 종 역시 영탑사 종과 크기와 형태가 같은 것으로, 가야사 금종으로 만들어졌다. 염불당은 흥선대원군의 별저를 옮겨 지은 것이라 한다.
가야사는 충청남도 예산 서원산 남쪽 기슭에 있는 사찰로서 이 절자리가 왕을 낳게 한다는 풍수지리설에 의해 현종 6년(1840)에 흥선대원군이 가야사를 불사르고 아버지 남연군(1788-1836)의 무덤을 썼다. 그 뒤 아들인 고종이 왕위에 오르자 보은의 뜻으로 그곳에 보덕사를 세웠다고 한다.

## 참고 문헌
- 영탑사범종 - 국가유산청 국가유산포털